# Triple Play 2002
A Triple Play 2002 baseball-videójáték, melyet a Pandemic Studios fejlesztett és az EA Sports jelentetett meg. A játék 2002. március 11-en jelent meg PlayStation 2-re, illetve 2002. március 18-án Xboxra. A játék észak-amerikai borítóján Luis Gonzalez Arizona Diamondbacks-balkülső, míg a japánon Nomo Hideo és Isii Kazuhisza Los Angeles Dodgers-kezdődobók, Szuzuki Icsiró Seattle Mariners-jobbkülső, Szaszaki Kazuhiro és Haszegava Sigetosi Seattle Mariners-felváltó dobók és Sindzsó Cujosi San Francisco Giants-kezdődobó szerepel. A játék olyan negatív kritikai fogadtatásban részesült, hogy az Electronic Arts a sorozat megszüntetése mellett döntött, utódja az MVP Baseball lett.

## Fejlesztés
Az Electronic Arts a Pandemic Studiost bízta meg a játék elkészítésével. A fejlesztőcsapatnak ez volt az első és egyetlen sportjátéka. A játék kommentátorai Bob Costas NBC-kommentátor és Harold Reynolds ESPN Baseball Tonight-szakkommentátor, akik Jim Hughsont és Buck Martinezt, illetve Sean McDonought váltották. A játék egyik újdonsága több mint 200 játékos arcának 3D szkennelése, illetve a dobási kezelőfelület felújítása, amivel a mérkőzések körülbelül 33 százalékkal gyorsabban haladhatnak.

## Fogadtatás
| Összegzőoldal | Értékelés | Értékelés |
| Összegzőoldal | PS2       | Xbox      |
| ------------- | --------- | --------- |
| Metacritic    | 65/100    | 64/100    |

| Szerző         | Értékelés | Értékelés    |
| Szerző         | PS2       | Xbox         |
| -------------- | --------- | ------------ |
| AllGame        | [ 7 ]     | [ 8 ]        |
| EGM            | 3,5/10    | 4,67/10      |
| Famicú         | 26/40     | N/A          |
| Game Informer  | 6,75/10   | 4/10         |
| GamePro        | [ 14 ]    | [ 15 ]       |
| GameRevolution | B−        | B−           |
| GameSpot       | 8,6/10    | 8,6/10       |
| GameSpy        | 77%       | (megosztott) |
| GameZone       | 8,8/10    | 7/10         |
| IGN            | 5,9/10    | 3,8/10       |
| OPM (US)       | [ 26 ]    | N/A          |
| OXM (US)       | N/A       | 6/10         |

A Metacritic kritikaösszegző weboldal adatai szerint a játék mindkettő verziója „megosztott vagy átlagos” kritikai fogadtatásban részesült.
Az IGN szerkesztői rendkívül negatív véleménnyel voltak a játékról az All-Star Baseball 2003 és a World Series Baseball játékokkal való összehasonlító cikkükben. Negatívumként emelték ki a védőjátékosok lassúságát, a mesterséges intelligenciát, a rendkívül sok hazafutást, a nem realisztikus statisztikákat, a grafikát, a hangkommentárt és a hangzást. Ezzel szemben mindössze a stadionok grafikáját dicsérték, illetve a hazafutásverseny-módot jelölték meg a játék egyetlen kiemelkedő pontjának, szerintük az sokkal jobb, mint a riválisoké. Összegzésként megjegyezték, hogy „a játék kizárólag a mazochistáknak tetszhet.” A játékra egy különálló tesztben 5,9/10 pontot adtak, a prezentációt a játék „ragyogó drágakövének” kiáltva ki, viszont a grafikát a korai Dreamcast-játékokhoz hasonlították, illetve a lassú képfrissítést, a hangkommentárt és az irányítást is negatívumként emelték ki. Összegzésként megjegyezték, hogy „Összességében a Triple Play 2002 a lennie kellett volna, lehetett volna, soha nem lett pusztasága. A gyakorlatilag minden egyes kategóriában megtalálható számtalan problémájával a kétnapos kölcsönzésen felüli rajongói érdeklődés szinte elképzelhetetlen.” Mindezek ellenére a weboldal a 2002-es év második legjobb baseballjátékának nevezte a játékot.
A GameSpot szerkesztője már sokkal kedvezőbb véleménnyel volt a játékról. A Triple Play 2002-t a legszebb baseballjátéknak nevezte, illetve a hangkommentárt is dicsérte. Összegzésként megjegyezte, hogy „Végül is a Triple Play 2002 rendkívül szórakoztató baseballjáték. A játék csodás grafikája, mély játékmenete, és nagyszerű hangkommentárja szépen elvegyül, hogy egy izgalmas és autentikus baseballjátékot alkossanak.”